# Izenberge

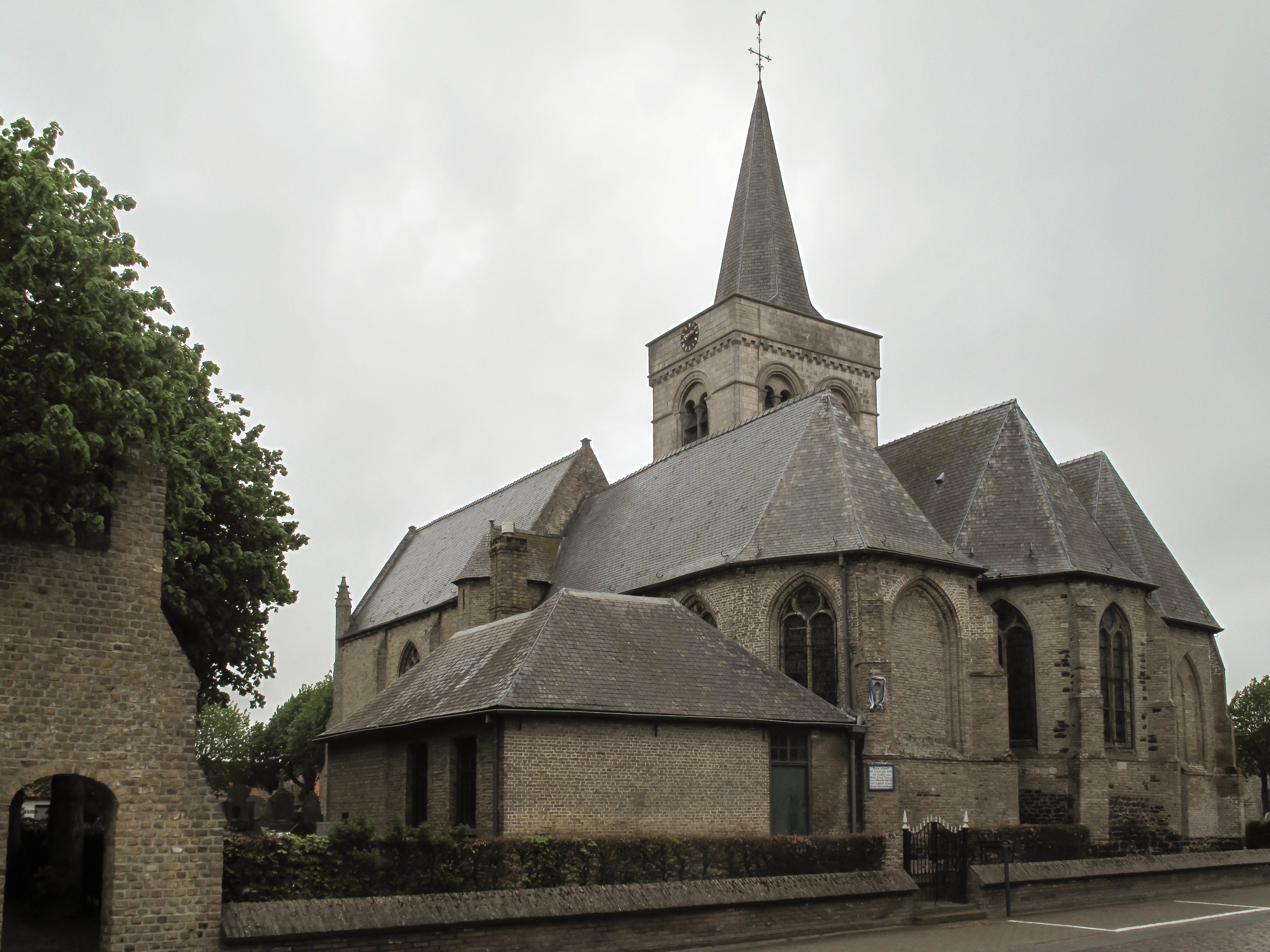
Izenberge, église Ste-Mildreda

Izenberge est une section de la commune belge d'Alveringem située en Région flamande dans la province de Flandre-Occidentale. C'était une commune à part entière avant la fusion des communes de 1971 quand elle fut intégrée dans la commune de Leisele avant de devenir une section d`Alveringem en 1977.
Le petit village est connu pour le musée folklorique de Bachten de Kupe, et aussi pour la vieille église gothique et la belle chapelle du XVIIe siècle.

## Démographie

### Évolution démographique
- Sources : INS, Rem. : 1831 jusqu'en 1970 = recensements, 1976 = nombre d'habitants au 31 décembre[2].